# Villiers-sur-Suize
 Villiers-sur-Suize  es una población y comuna francesa, en la región de Champaña-Ardenas, departamento de Alto Marne, en el distrito de Chaumont y cantón de Arc-en-Barrois.

## Demografía
| 231 | 236 | 213 | 225 | 261 | 242 |
| Para los censos de 1962 a 1999 la población legal corresponde a la población sin duplicidades (Fuente: INSEE [Consultar]) |     |     |     |     |     |